# Іванцев Ігор Денисович
Ігор Денисович Іванцев ( нар. 3 січня 1942 Делева — пом. 31 січня 2022 Івано-Франківськ) — кандидат історичних наук, професор, проректор з навчально-виховної роботи. Декан історичного факультету. ПНУ ім.Стефаника в 1991-1993 рр. 

## Біографія
Народився в селі Делева, Тлумацького району, Івано-Франківської області, УРСР (нині Україна)Батько: Іванцев Денис-Лев Лук'янович український художник Дід Ігора Денисовича вязень концтабору Телегрофв якому пробув три роки, і захворів на тиф.
Закінчив Коропецьку СШ Тернопільської області, після того історичний факультет Івано-Франківського педінституту (1968), однорічну аспірантуру Інституту історії Академії Наук УРСР (1981). Ігор Денисович захистив кандидатську дисертацію (1981), доцент (з 1986), професор (з 2008). Служив у радянській армії 1961-1964.
У 1964 р. Ігор Іванцев поступив на навчання на історичний факультет Івано-Франківського державного педінституту (нині – Прикарпатський національний університет імені Василя Стефаника). Закінчив навчання 1968 р., отримавши диплом з відзнакою. Працював учителем історії у Бортниківській середній школі Тлумацького району Івано-Франківської області.
У 1981 р. поступив в аспірантуру Інституту історії Академії наук України (м. Київ). В грудні 1986 р. успішно захистив кандидатську дисертацію на тему:  "Советская историография социально-экономического и политического развития Болгарии между мировыми войнами". У 1983 р. був учасником ІХ міжнародного з’їзду славістів, який проходив у Києві. Після успішного захисту кандидатської дисертації повернувся до Івано-Франківського педагогічного інституту.
У 1986 р. йому було присвоєно вчене звання доцента, у 1991 р. був обраний першим деканом після проголошення УРСР незалежності, історичного факультету. З 1993 р. до 2005 р. працював проректором з навчально-виховної роботи Прикарпатського університету імені Василя Стефаника, а з 2005 до 2008 р. – директором Інституту доуніверситетської та післядипломної освіти Прикарпатського національного університету імені Василя Стефаника. З жовтня 2008 р. перейшов на посаду професора кафедри всесвітньої історії (з 1993) факультету історії, політології і міжнарожних відносин ПНУ ім.Василя Стефаника. У 2016 р. вийшов на пенсію.
Провідний спеціаліст у вивченні історії Болгарії та слов'янських країн.
Помер 31 січня 2022 року, в місті Івано-ФранківськПохований на Меморіальному комплексі "Дем'янів зал"

## Особисте життя
Батько: Денис-Лев Іванцев український художник, двоє дітей доцент Наталія Іванівна та доцент Людмила Іванівна 

## Відомі праці
- Іванцев І.Д.  Радянська історична література про вплив Великої Жовтневої соціалістичної революції на партію тісних соціалістів Болгарії // Український історичний журнал. - 1980. - № 11. - C. 149–153.
- Іванцев І.Д.  Радянська історична література про інтернаціональну солідарність трудящих Болгарії та СРСР у 1918-1939 рр. // Український історичний журнал. - 1987. - № 4. - C. 109-116.
- Іванцев І.Д.  Радянська історіографія революційного руху в Болгарії (1923–1939 рр.) // Український історичний журнал. - 1983. - № 11. - C. 145–150.[6]

## Нагороди
- Україна Відмінник народної освіти України [1]
- Медаль "1300-річчя Болгарії" Народна Республіка Болгарія[джерело?]

## Див.також
Список професорів-істориків ПНУ імені В.Стефаника